# Avhumanisering
| Avhumanisering |
| --- |
| Amerikansk propaganda från stillahavskriget framställer japaner som skadedjur, genom att byta mänskliga attribut mot dem hos en råtta. - Betydelse – propaganda eller psykologisk process som presenterar andra människor som mindre värda - Resultat – minskar empatin och gynnar egen vinning - Relaterade begrepp – objektifiering, varufiering |

Avhumanisering (även dehumanisering) är en propagandametod och psykologisk process som syftar till att nedvärdera andra människor och göra dem mindre värda att känna empati för. Genom att avhumanisera någon, jämför man denna eller dessa personer med djur eller känslolösa föremål. Därmed blir dessa lättare att attackera eller utnyttja för egen vinning; processen anses ibland vara en form av objektifiering.
Exempel på avhumanisering kan ofta ses i propaganda i krig, då motståndaren framställs som ohyra, parasit eller smittbärare som är både farlig och ovärdig att existera. En sådan framställning gör det lättare att inte behöva hysa sympati med de drabbade och befogar även att våld tillgrips utan någon känsla av övergripande skuld.
Inom den marxistiska psykologin och politiska teorin förekommer det relaterade begreppet kommodifiering (se varufiering), som en särskilt form av avhumanisering. Detta syftar på att marknadsekonomin tenderar att göra människor till varor, genom att allt eller det mesta går att köpa.
Historiskt anses många kulturer romantisera och idyllisera en förfluten tid som antas ha varit bättre än samtiden. Samtidigt kan ens eget gynnande på grund andras olycka motiveras genom distansering till människor som anses vara mindre värda, som mellan kolonialmakternas invånare och människorna i kolonierna. Black Lives Matter-kampanjen utvecklades till stor del på grund av mångas upplevelse av avhumaniseringen och rasismen i det amerikanska samhället.